# Synagogue de Iosefin
La synagogue de Iosefin est une synagogue située à Iosefin, un quartier de Timișoara en Roumanie. Construite en 1910, elle est la synagogue la plus récente des trois synagogues de la ville et la dernière encore en fonctionnement.
Une école primaire et un jardin d'enfants étaient en fonctionnement dans le bâtiment. 